# Pankraz Blank
Pankraz Blank (* 30. April 1882 in Gaulsheim; † 5. Juli 1961 ebenda) war ein hessischer Politiker (Zentrum) und ehemaliger Abgeordneter des Landtags des Volksstaates Hessen in der Weimarer Republik.

## Familie
Pankraz Blank war der Sohn des Landwirts Johann Baptist Blank und seiner Frau Susanna, geborene Hemmes. Er heiratete am 21. Juni 1919 Barbara Franziska Blank, geborene Müller. Pankraz Blank war katholisch. Nach einer Ausbildung als Kaufmann arbeitete Pankraz Blank als selbstständiger Landwirt. Im Ersten Weltkrieg leistete er Kriegsdienst.
1932 wurde er Mitglied der Landwirtschaftskammer für Rheinhessen und 1947 Mitbegründer des Rheinhessischen Bauernverbandes. 1952–1959 war er Vizepräsident der Rheinhessischen Landwirtschaftskammer.

## Politik
Pankraz Blank gehörte dem Zentrum an und war zwischen 1921 und 1933 für das Zentrum 6 Wahlperioden lang Mitglied des Landtags. Mit der Machtergreifung der Nationalsozialisten musste er aus der aktiven Politik ausscheiden.

## Auszeichnungen
- 16. März 1955: Bundesverdienstkreuz
- 1959: Goldene Medaille der Landwirtschaftskammer